# No soy monedita de oro
No soy monedita de oro es el segundo álbum recopilatorio de la cantante mexicana Gloria Trevi, publicado el 9 de diciembre de 1999 en México y Centroamérica por la discográfica BMG Ariola. Producido por Sergio Andrade, Este sería el último producido por el mismo y contó con 2 canciones inéditas.

## Lista de canciones
| N.º   | Título                                   | Escritor(es)             | Duración |  |
| 1.    | «No soy monedita de oro» (Mariachi Mix)  | Cuco Peña                | 3:46     |  |
| 2.    | «No soy monedita de oro» (Versión Banda) | Peña                     | 3:43     |  |
| 3.    | «¿Qué pasa en la azotea?»                | Gustavo Velázquez Rivera | 4:06     |  |
| 4.    | «¿Qué pasa en la azotea?» (Remix)        | Velázquez                | 3:38     |  |
| 5.    | «Dr. psiquiatra» (Remix)                 | Gloria Treviño           | 3:47     |  |
| 6.    | «Zapatos viejos» (Remix)                 | Oscar Mancilla           | 3:57     |  |
| 7.    | «Pelo suelto» (Remix)                    | Mary Morin               | 3:20     |  |
| 8.    | «Los borregos» (Remix)                   | Treviño                  | 3:37     |  |
| 9.    | «Que bueno que no fui Lady Di» (Remix)   | Treviño                  | 3:39     |  |
| 10.   | «Agarrate» (Remix)                       | Treviño                  | 3:33     |  |
| 11.   | «Con los ojos cerrados» (Remix)          | Treviño                  | 4:01     |  |
| 12.   | «Qué voy a hacer sin él?»                | Treviño                  | 3:07     |  |
| 13.   | «La acera de enfrente» (Remix)           | Morin                    | 5:08     |  |
| 14.   | «A gatas» (Remix)                        | Morin                    | 4:31     |  |
| 53:58 |                                          |                          |          |  |

- Datos: Q101115183